# Манастир Завала
Манастир Завала припада Епархији захумско-херцеговачке и приморске Српске православне цркве.

## Положај и окружење
Манастир се налази у селу Завала у западном делу Поповог поља, у подножју планине Острог. Удаљен је 50 км северозападно од Требиња. У Поповом пољу, поред Завале, налазе се још два манастира, Тврдош и Дужи, као и велики број средњовековних цркава и црквишта. Надморска висина села Завале је 260 м, а од села ка мору се пружа кланац дужине 12 км. Из манастирске порте пружа се поглед на Попово поље, а природна стена, која представља северни зид манастирске цркве, манастир чини делом планине и природе. Попово поље се одликује бројним хидролошким и морфолошким специфичностима карактеристичним за крашка поља. Раније је било периодично плављено, све док није извршена регулација тока реке Требишњице. На северном ободу се налазе кратке напуштене речне долине Котези и Струјићи, а на јужном Вала, која се протеже од Завале до Сланог. Укупна дужина поља је 43 км, а површина 185 км². Од села Завале 300 м источно се налази пећина Вјетреница. Пећина се први пут помиње у делу Плинија Старијег Historia Naturalis 77. године н. е. Пећину је у периоду од 1912. до 1914. године истраживао чешки спелеолог Карел Абсолом, док ју је први научно описао истраживач Михајло Радовановић 1929. године. Назив је добила по снажном ветру на улазу и јаким струјањима ваздуха на неколико места у унутрашњости пећине. На улазној стени су уклесани средњовековни цртежи.
До манастира се долази једносмерним асфалтним путем, којим је некада пролазила ускотрачна пруга саграђена за време аустроугарске окупације. О постојању некадашње пруге сведочи и зграда железничке станице у селу, пред којом је раније стајао воз, популарни Ћиро. Овај пут са магистралним путем Требиње—Љубиње—Мостар, повезује уски асфалтни пут од села Пољица до Мркоњића. Са западне стране до манастира се долази асфалтним путем из правца Равног.
Високо у брдима, изнад Завале, у правцу Беленића, налази се Град у клисури, односно кула смештена на стрмој стени. Зидови куле су грађени од тесаног камена. Испод куле налази се велика јама, позната као Тамница или Змајевица. Према народном предању кулу је саградио Херцег Стефан, бежећи из Благаја са благом, како би се склонио од сина који се потурчио. Југоисточно од манастира, налази се у селу средњовековна некропола Црквина (позната и као Петковица). На ободу некрополе су остаци цркве Светог Петра и цркве Свете Петке. На некрополи се налази више стећака, док се на источној страни наставља сеоско гробље. Остаци обе цркве конзервирани су на оси 0,6 м. Црква Свете Петке је саграђена на месту старије грађевине на чији јужни зид се наслања, а старије зидове пресеца на северу и западу. Црква је једнобродна са полукружном апсидом на истоку. Сматра се да датира са краја средњег века јер су у северни зид цркве узидана два стећка. Северни и јужни зид старије грађевине нису паралелни због чега је тешко претпоставити шта је она представљала. Црква Светог Петра је једнобродна са правоугаоном апсидом на истоку димензија 13,64 x 6,22 м. Први пут се у историјским изворима помиње 1525. године. Грађена је од камених тесаника, слаганих у правилне редове, зидова ширине 0,5 м. Делови камене пластике, који се тренутно налазе у Музеју у Требињу, откривени су 1957. године када је црква истраживана. У требињском музеју се налази и камена пластика која је тада нађена у манастиру Завала и околини. На основу камене пластике и начина грађења Марко Вего датује ову цркву у другу половину 12. века, док је Ђуро Баслер и Смаил Тихић на основу камене пластике датују у период од 9. до 11. века. Војислав Јовановић је датује у 12. век, али додаје да би неки делови могли припадати периоду од 9. до 10. века. У самом селу се налази једна каменом зидана кула.

## Историја
Поузданих података о времену његовог настанка за сада нема. Према народном предању постанак цркве Ваведења Пресвете Богородице везује се за првог хришћанског цара Константина, који је након изградње велике цркве у Сланом стигао у Завалу, па видјевши да је становништво побожно одлучио да и ту сагради храм. Црква датира из 13. вијека судећи по печату из 1271. године. Први писани траг о манастиру, потврда о продаји винограда у Ораховом Долу манастирском игуману Серафиму, датира из 1514. године. Године 1841. за манастир се каже да је један од богатијих православних у Херцеговини.
Манастир Завала се повезује са рукописом Хиландарског типика. Завала је била подређена светогорском Хиландару. У време проигумана Петронија преписан је типик 1622. године. То се повезује са боравком завалских калуђера на Хиландару у 17. веку. Максим је преписао две књиге 1622. - типик и 1628. - пролог, а јеромонах Јоаникије 1627. године један пролог. Манастир је пострадао 1663. године. У јесен 1672. године калуђери су "гоњени невољом" преко митрополита Авакума тражили помоћ чак папи у Риму. Калуђерско братство се жалило и 1675. године на околне спахије, које их често у великом броју посећују и узнемиравају. Иван Мусић је на Петровдан, 11. јула 1875. године у овом манастиру у присуству својих вјерних устаника, примио своју устаничку и војводску заклетву. Црногорац Блажо Петровић му је уручио чин војводе. Иван је тада скинуо мантију, а огрнуо кићену доламу, те се опасао кубурама, јатаганом и сабљом димијском. Сви присутни су узвикнули: Живио књаз Никола! Манастир је "оживео" 1878. године, када су се вратили калуђери након окупације Босне и Херцеговине.

## Манастирска црква
Архитектура цркве Ваведења Пресвете Богородице условљена је њеним положајем. Живописан је манастирски храм заслугом игумана Серафима. Унутрашњост цркве је живописана 1619. године фрескама, које су рад хиландарског монаха Георгија Митрофановића, великог српског зографа 17. вијека. У овом манастиру је ступио у монаштво Василије Острошки, који је рођен у оближњем селу Мркоњићи.

## Страдања
Током Другог свјетског рата манастир је претрпио велику штету. Велика штета је нанета и у посљедњем рату, када је оштећен и напуштен, исто као и српско село Завала. Након рата црква и конак су обновљени, извршена је рестаурација фресака, а братство се вратило.

## Слике
- Звоник манастира Завала
- Натпис на звону